# Мінос Старий

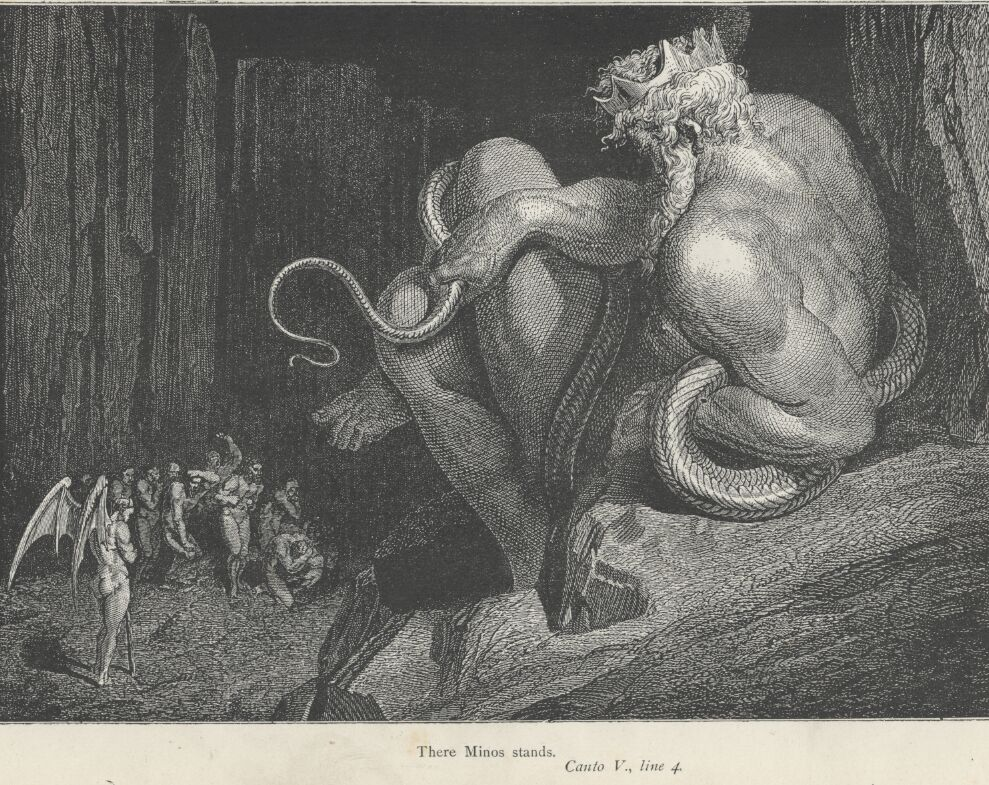
Цар Мінос, Гюстав Доре

Мінос Старий (грец. Μίνωας)  або Давній — володар Криту, син Астерія, батько Лікастія, дід Міноса Великого. Успадкував владу від брата Радаманта.
За його царювання Крит був об'єднаний під владою єдиного володаря. Він також створив закони, спільні для всього острова. А щоб підкорені міста не прагнули незалежності, поставив на чолі своїх братів. Оскільки всередині країни війни були припинені, а від зовнішніх ворогів острів захищало море, критські поселення навіть не оточували мурами — у цьому просто не було потреби.
Давньогрецькі історики приписують Міносу Старому заснування Кносса, Феста и Кідонії.
Один з персонажів давньогрецьких міфів. Згідно з ними був сином Зевса та Європи, братом Радаманта і Сарпедона. Після смерті разом з Радамантом та Еаком став на тому світі суддею над душами померлих. Міноса Старого часто плутають з його онуком, Міносом Великим, або ж вважають однією особою з ним.